# Windthorst-Haus

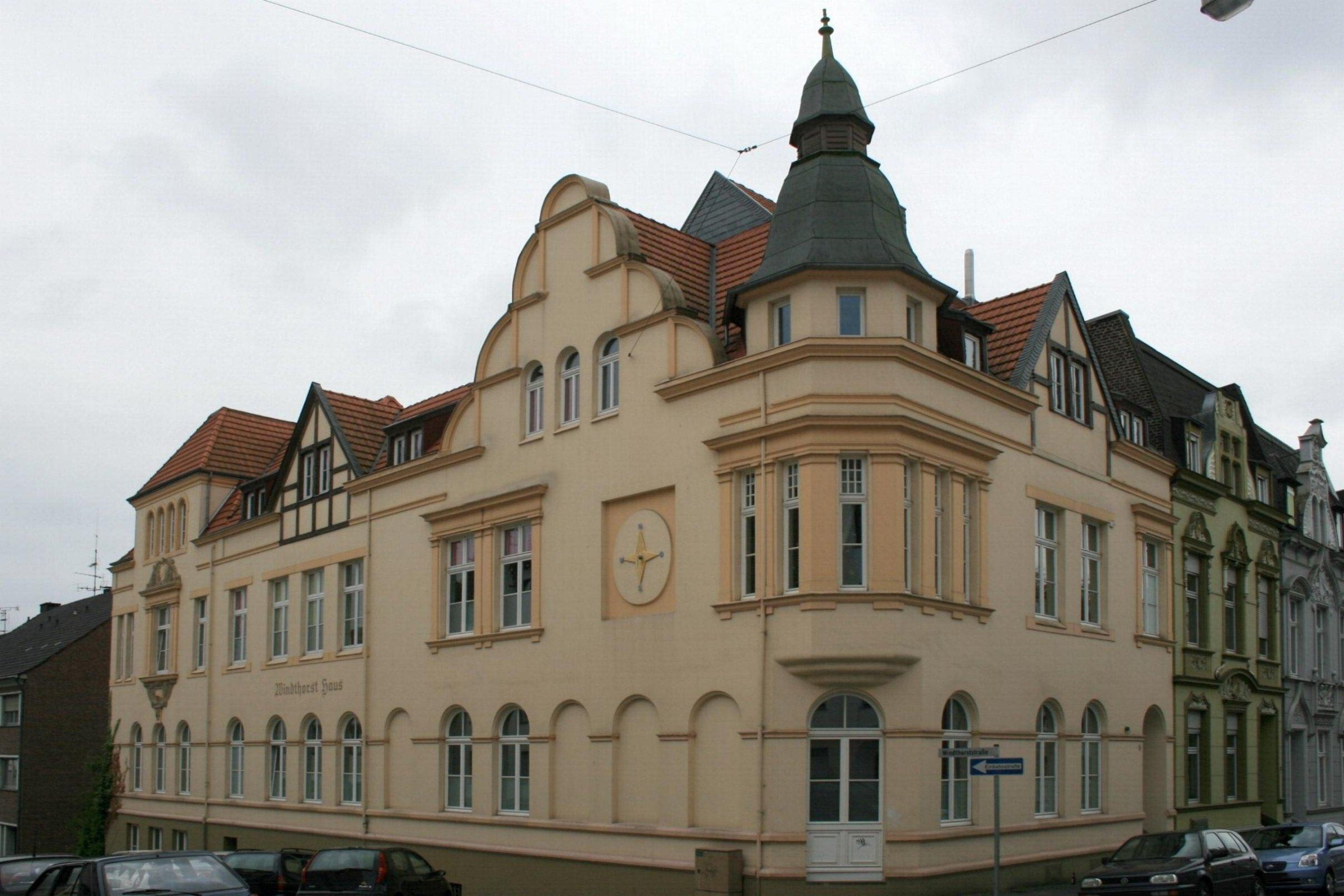
Windthorst-Haus (2011)

Das Windthorst-Haus, ein Wohngeschäftshaus, steht in Mönchengladbach (Nordrhein-Westfalen) im Stadtteil Gladbach an der Ecke Kyffhäuserstraße/Windthorststraße.
Das Gebäude mit den Adressen Kyffhäuserstraße 5 und Windthorststraße 13 wurde Anfang des 20. Jahrhunderts erbaut. Es wurde unter Nr. k 001  am 4. Dezember 1984 in die Denkmalliste der Stadt Mönchengladbach eingetragen.

## Architektur
Das zweigeschossige stattliche Eckgebäude mit stark unterschiedlich gegliederter Dachlandschaft aus Giebeln und Satteldächern sowie teilweise Walmdächern stammt aus dem Anfang des 20. Jahrhunderts.